# Lijst van voetbalinterlands Barbados - Dominica
Deze lijst van voetbalinterlands is een overzicht van alle officiële voetbalwedstrijden tussen de nationale teams van Barbados en Dominica. De landen speelden tot op heden vijftien keer tegen elkaar. De eerste ontmoeting, een kwalificatiewedstrijd voor het Wereldkampioenschap voetbal 1998, werd gespeeld in Roseau op 14 mei 1996. Het laatste duel, een vriendschappelijke wedstrijd, vond plaats op 11 mei 2025 in Roseau.

## Wedstrijden
| №  | Plaats         | Datum             | Competitie                      | Wedstrijd           | Uitslag |
| -- | -------------- | ----------------- | ------------------------------- | ------------------- | ------- |
| 1  | Roseau         | 14 mei 1996       | WK 1998 kwalificatie            | Dominica − Barbados | 0 − 1   |
| 2  | Bridgetown     | 19 mei 1996       | WK 1998 kwalificatie            | Barbados − Dominica | 1 − 0   |
| 3  | Pointe-à-Pitre | 12 maart 1999     | Caribbean Cup 1999 kwalificatie | Barbados − Dominica | 3 − 1   |
| 4  | Bridgetown     | 12 maart 2004     | Vriendschappelijk               | Barbados − Dominica | 2 − 1   |
| 5  | Roseau         | 17 september 2006 | Vriendschappelijk               | Dominica − Barbados | 0 − 5   |
| 6  | Roseau         | 7 februari 2008   | WK 2010 kwalificatie            | Dominica − Barbados | 1 − 1   |
| 7  | Bridgetown     | 26 maart 2008     | WK 2010 kwalificatie            | Barbados − Dominica | 1 − 0   |
| 8  | Bridgetown     | 25 september 2010 | Vriendschappelijk               | Barbados − Dominica | 0 − 2   |
| 9  | Bridgetown     | 26 september 2010 | Vriendschappelijk               | Barbados − Dominica | 1 − 3   |
| 10 | Bridgetown     | 23 september 2012 | Caribbean Cup 2012 kwalificatie | Barbados − Dominica | 1 − 0   |
| 11 | Sauteurs       | 30 juni 2017      | Vriendschappelijk               | Dominica − Barbados | 2 − 1   |
| 12 | Kingstown      | 8 maart 2019      | Vriendschappelijk               | Barbados − Dominica | 2 − 0   |
| 13 | Santo Domingo  | 8 juni 2021       | WK 2022 kwalificatie            | Barbados − Dominica | 1 − 1   |
| 14 | Roseau         | 8 mei 2025        | Vriendschappelijk               | Dominica − Barbados | 0 − 0   |
| 15 | Roseau         | 11 mei 2025       | Vriendschappelijk               | Dominica − Barbados | 0 − 0   |

## Samenvatting
| Competitie                 | Totaal gespeeld | Winst Barbados | Gelijk | Winst Dominica | Doelsaldo Barbados – Dominica |
| -------------------------- | --------------- | -------------- | ------ | -------------- | ----------------------------- |
| WK-kwalificatie            | 5               | 3              | 2      | 0              | 5 − 2                         |
| Caribbean Cup-kwalificatie | 2               | 2              | 0      | 0              | 4 − 1                         |
| Vriendschappelijk          | 8               | 3              | 2      | 3              | 11 − 8                        |
| Totaal                     | 15              | 8              | 4      | 3              | 20 − 11                       |

Wedstrijden bepaald door strafschoppen worden, in lijn met de FIFA, als een gelijkspel gerekend.